# 15è Grup d'Exèrcits
El 15è Grup d'Exèrcits va ser un grup d'exèrcits de les Forces Aliades durant la Segona Guerra Mundial.
Va ser activat el 1943 a l'Alger, per planejar la invasió de Sicília (codificada com "Operació Husky". Les seves forces principals en aquesta missió eren el 8è Exèrcit Britànic i el 7è Exèrcit Americà. Durant algun temps va ser comandat per Mariscal de Camp britànic Harold Alexander. A mitjans de 1944, la invasió a petita escala s'havia convertit en tot un teatre bèl·lic. El 15è Grup d'Exèrcits hagué de dirigir-se cap al nord travessant Itàlia, capturant Roma i fent que les Potències de l'Eix s'haguessin de retirar cap al nord. Al desembre, el Tinent General americà Mark Clark va esdevenir el nou comandant, i el 1945 tenien una superioritat sense paral·lel a l'Europa Central.

## Orde de Batalla del 15è Grup d'Exèrcits – Agost de 1944
15è Grup d'Exèrcits - Mariscal Harold Alexander
8è Exèrcit Britànic (Leese)
V Cos (Keightley) 
1a Divisió Blindada (Hull)
4a Divisió d'Infanteria (Ward)
4a Divisió d'Infanteria (Índia) (Holworthy)
46a Divisió d'Infanteria (North Midland) (Hawkesworth)
56a Divisió d'Infanteria (Londres) (Whitfield)
25a Brigada de Tancs
I Cos Canadenc (Burns) 
1a Divisió d'Infanteria (Vokes)
2a Divisió Neozelandesa (Freyberg)
5a Divisió Blindada (Regne Unit) (Hoffmeister)
21a Brigada de Tancs
 3a Brigada de Muntanya Grega
II Cos Polonès (Anders) 
3a Divisió de Fusellers del Carpàtia
5a Divisió d'Infanteria Kresowa
2a Brigada Blindada
X Cos Britànic (McCreery) 
10a Divisió d'Infanteria (Índia) (Reid)
 9a Brigada Blindada
5è Exèrcit Americà (Tinent General Mark Clark)
II Cos (Keyes) 
34a Divisió d'Infanteria (Walker)
88a Divisió d'Infanteria (Kendall)
91a Divisió d'Infanteria (Livesay)
IV Cos (Crittenberger) 
 6a Divisió Blindada Sudafricana (Poole)
 85a Divisió d'Infanteria (Coulter)
Força Expedicionaria de Brasil (Mascarenhas de Morais)
442è Equip de Combat regimental
XIII Cos Britànic (Kirkman) 
1a Divisió d'Infanteria Britànica (Loewen)
6a Divisió Blindada (Murray)
8a Divisió d'Infanteria (Índia) (Russell)
Reserva del Grup d'Exèrcits
1a Divisió Blindada Americana (Prichard)